# 덴신한

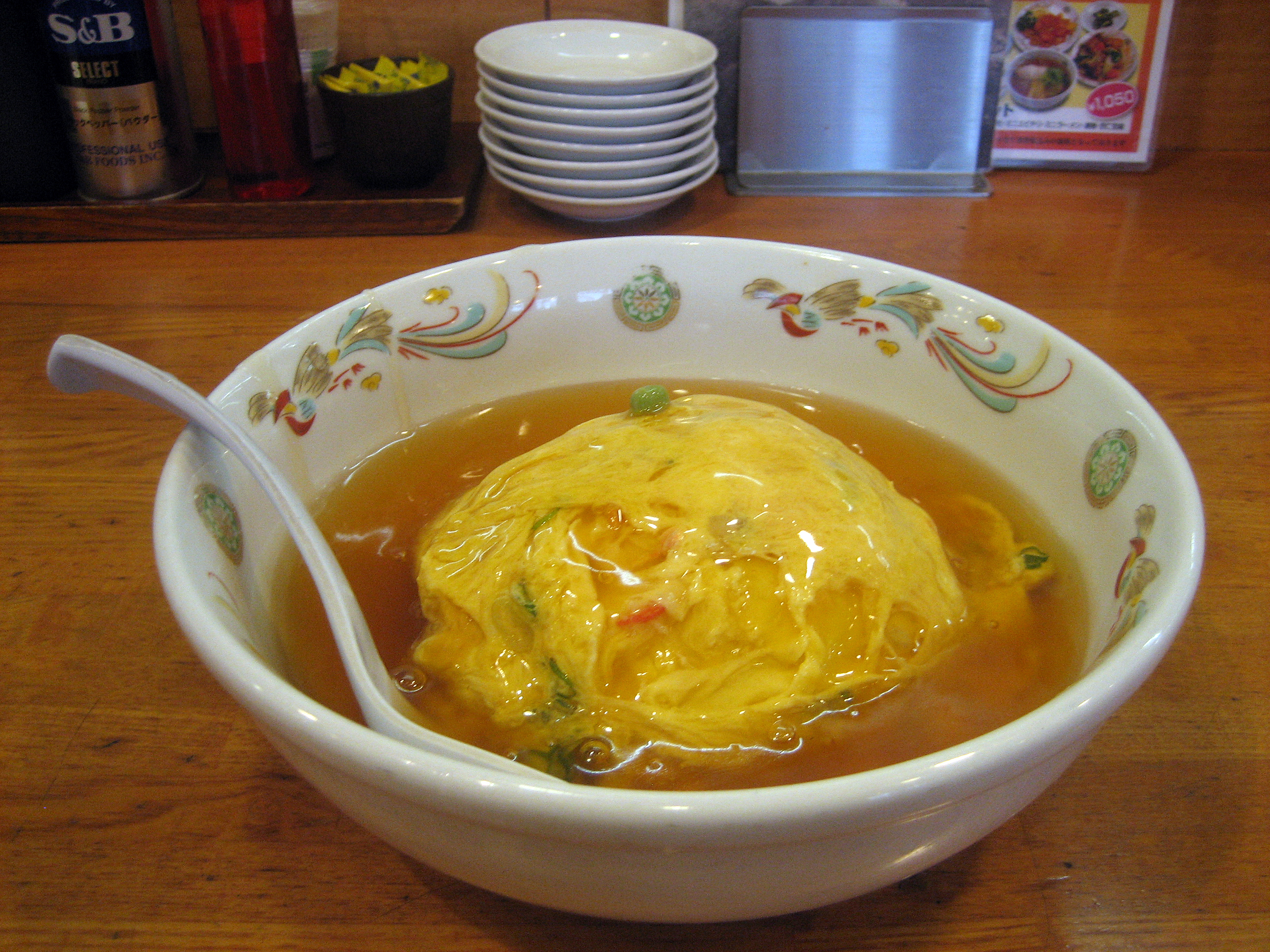
덴신한

덴신한(일본어: 天津飯)은 일본 요리이다. 텐신항 또는 덴신돈(일본어: 天津丼), 가니타마돈(일본어: かに玉丼)으로도 부른다. 밥에 중국식 오믈렛인 푸융단을 얹어 먹는다.

## 같이 보기
- 푸융단